# إدواردو كارفاليو
إدواردو دوس ريس كارفالهو (بالبرتغالية: Eduardo Carvalho) (مواليد 19 سبتمبر 1982 في ميرانديلا) لاعب كرة قدم برتغالي يلعب حاليا لصالح نادي تشيلسي الانجليزي.

## روابط خارجية
- إدواردو كارفاليو على موقع الاتحاد الدولي (مؤرشف)  (الإنجليزية)
- إدواردو كارفاليو على موقع الاتحاد الأوربي (الإنجليزية)
- إدواردو كارفاليو على موقع اتحاد تركيا (لاعب) (الإنجليزية)
- إدواردو كارفاليو على موقع قاعدة بيانات كرة القدم.إي يو (الإنجليزية)
- إدواردو كارفاليو على موقع ناشيونال فوتبول تيمز (الإنجليزية)
- إدواردو كارفاليو على موقع Soccerbase.com (لاعب) (الإنجليزية)
- إدواردو كارفاليو على موقع Soccerway.com (الإنجليزية)
- إدواردو كارفاليو على موقع عالم كرة القدم.نت (الإنجليزية)
- إدواردو كارفاليو على موقع كووورة
- إدواردو كارفاليو على موقع AS.com (الإسبانية)